# Eclettismo a Messina

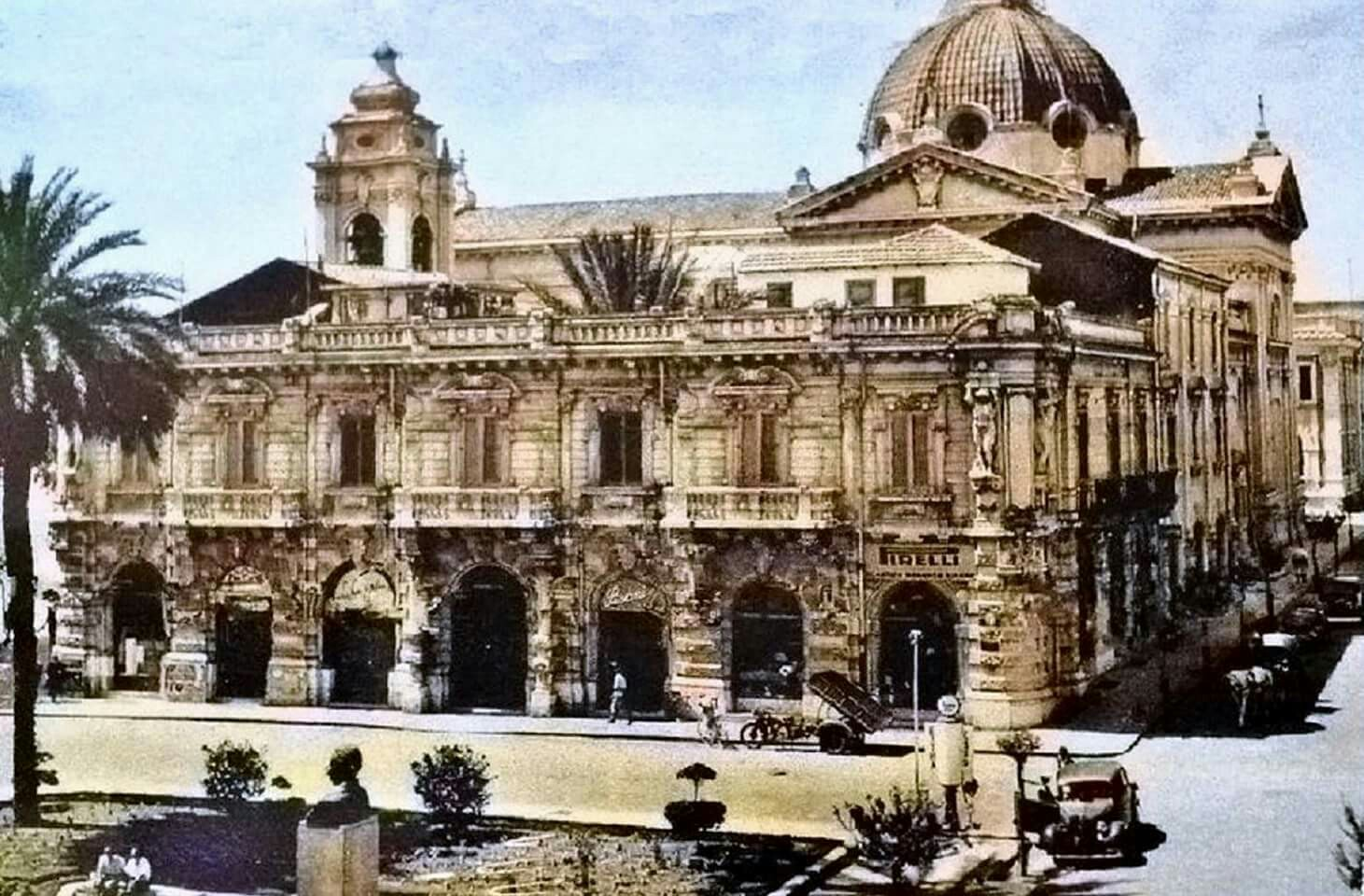
Il Palazzo delle Cariatidi o Palazzo dei Telamoni in Piazza Fulci a Messina.

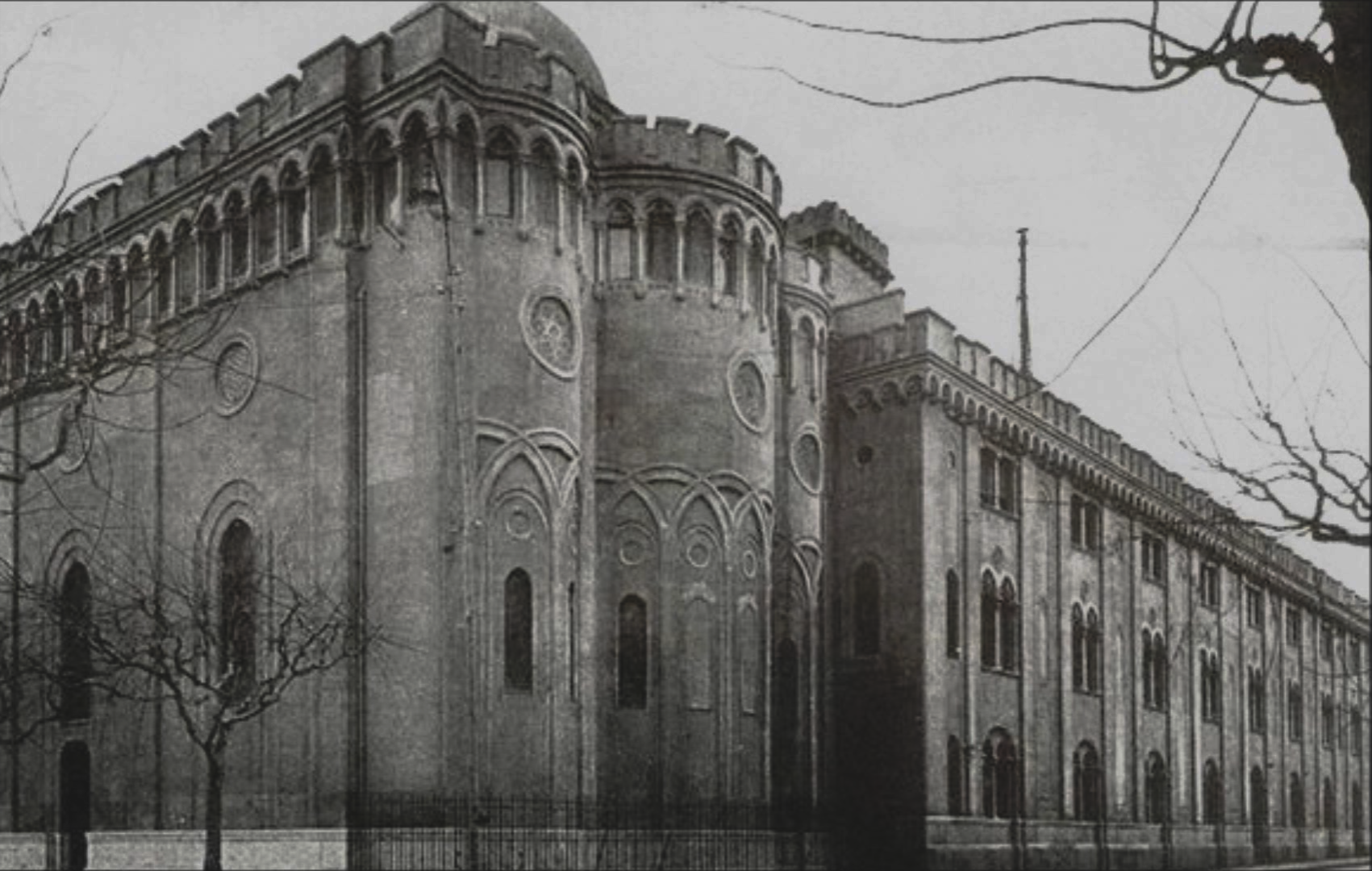
La chiesa di Santa Maria della Scala annessa al Collegio Sant'Ignazio

Con eclettismo a Messina si intende l'architettura eclettica sviluppatasi durante la ricostruzione che seguì il devastante terremoto del 28 dicembre 1908 che rase al suolo la città. Infatti si sviluppò principalmente l'Architettura neoclassica che si manifestò con il recupero di concetti e forme del classicismo greco (architettura neogreca), del Rinascimento (architettura neorinascimentale) e del Barocco (architettura neobarocca). Si svilupparono delle tendenze di recupero dell'architettura arabo-normanna e di quella neobizantina.
Il Palazzo delle Cariatidi, o Palazzo dei Telamoni, era un edificio che sorgeva nel quadrangolo tra le vie dei Verdi, Garibaldi, Centonze e la piazza Fulci. Opera del 1933, fu demolita il 30 aprile 1975, per lasciare spazio all’edificio moderno. Il monumentale edificio, decorato da possenti telamoni o cariatidi, fu progettato dall’ingegnere palermitano Antonio Zanca, in stile neo-rinascimentale. La facciata presentava parti con bugne separate da solchi profondi. Gli angoli arrotondati erano decorati con atlanti o cariatidi, con uno sviluppo marcatamente verticale. Era annesso alla Chiesa di Santa Caterina di Valverde.
La chiesa di Santa Maria della Scala è stata una chiesa nel quadrangolo tra le via Nicola Fabrizi, Ugo Bassi, XXVII luglio e piazza Cairoli nella città di Messina. Opera del 1933, fu distrutta nel 30 aprile 1975, per far posto all'edificio ex Standa, oggi Oviesse. La Chiesa con tre cupole e due torri campanarie è stata progettata dall'ingegnere palermitano Antonio Zanca, in stile arabo-normanno. Era annessa al Collegio Sant'Ignazio un edificio in stile arabo-normanno.
Il Cinema Teatro Peloro ad angolo tra il corso Garibaldi e la via Cannizzaro, in stile neo-classico. Un'arena a tre piani, opera dell'architetto A. Manfredini costruito negli anni venti e demolito negli anni sessanta.
Il cinema Trinacria in stile neo-neobizantino, sorgeva all'angolo tra le vie Maddalena e Giordano Bruno, costruito nel 1937 e demolito negli anni settanta. Era caratterizzato da un ricco prospetto in stile neo-neobizantino. All'interno si trovava uno spazio adibito a spettacoli estivi e nel cortile il cinema all'aperto. L'edificio riecheggiava nel disegno della facciata le linee della Basilica di San Marco. L'edificio presentava, al piano terra, larghe porte, spaziate lateralmente da coppie di alte colonne mentre al piano superiore presentava finestre intercalate da coppie di piccole colonne.